# Moriaphila similis
Moriaphila similis är en skalbaggsart som beskrevs av Moser 1907. Moriaphila similis ingår i släktet Moriaphila och familjen Cetoniidae. Inga underarter finns listade i Catalogue of Life.